# Micropanchax ehrichi
Micropanchax ehrichi är en fiskart som först beskrevs av Berkenkamp och Etzel, 1994.  Micropanchax ehrichi ingår i släktet Micropanchax och familjen Poeciliidae. IUCN kategoriserar arten globalt som nära hotad. Inga underarter finns listade i Catalogue of Life.